# Axel Deertz
Axel Deertz  (* 24. Dezember 1965) ist ein deutscher Konteradmiral der Marine der Bundeswehr und Stellvertreter des Abteilungsleiters Einsatzbereitschaft und Unterstützung Streitkräfte im Bundesministerium der Verteidigung in Berlin.

## Militärischer Werdegang

### Ausbildung und erste Verwendungen
Deertz trat mit der Crew VII/85 in die Bundesmarine ein und wurde an der Marineschule Mürwik, auf der Gorch Fock und der Deutschland zum Offizier ausgebildet. Von 1986 bis 1990 studierte er Elektrotechnik an der „Helmut-Schmidt-Universität – Universität der Bundeswehr Hamburg“. Anschließend folgte die Ausbildung zum Seeoffizier mit der Verwendung als Wachoffizier und Bootseinsatzoffizier im 2. Schnellbootgeschwader in Olpenitz. Von September 1993 bis Juni 1994 war Deertz Einsatz- und Ausbildungsoffizier in der französischen Marine an Bord des Schulschiffs Jeanne d’Arc in Brest in Frankreich. Es schloss sich eine Verwendung als Bootseinsatzoffizier beim 2. Schnellbootgeschwader in Warnemünde an. Von 1995 bis 1996 übernahm er das Kommando über S 45 „Leopard“ im 3. Schnellbootgeschwader in Flensburg. Nach der erweiterten Fachausbildung führte Deertz als Kommandant S 71 Gepard im 7. Schnellbootgeschwader in Warnemünde.

### Dienst als Stabsoffizier
Nachdem er von 1999 bis 2001 den 41. Admiralstabslehrgang an der Führungsakademie der Bundeswehr in Hamburg zum Offizier im Admiralstabsdienst ausgebildet wurde, kam er als Action Officer zur Plans & Policy Division des Supreme Headquarters Allied Powers Europe (SHAPE) in Mons (Belgien). Von 2003 bis 2004 war er stellvertretender Kommandeur im 7. Schnellbootgeschwader. Während dieser Verwendung war Deertz auch als Kontingentführer bei der Operation Active Endeavour im Mittelmeer eingesetzt. Danach folgte eine Verwendung als Adjutant beim Inspekteur der Marine in Bonn. Die anschließende Verwendung von 2006 bis 2009 als Referent im Bundesministerium der Verteidigung wurde von 2008 bis 2009 durch die Ausbildung am US Naval War College in Newport (Rhode Island) in den Vereinigten Staaten unterbrochen. 2010 übernahm Deertz die Leitung der Abteilung Einsatzstab in der Einsatzflottille 1 in Kiel. Auf diesem Dienstposten war Deertz 2011 auch als Kontingentführer des maritimen Anteils an der militärischen Evakuierungsoperation in Libyen (Operation Pegasus) beteiligt. 2012 nahm Deertz am Kernseminar an der Bundesakademie für Sicherheitspolitik in Berlin teil und wurde im Anschluss Dezernatsleiter Europäische Union beim Deutschen Militärischen Vertreter bei NATO und EU in Brüssel. Von 2013 bis 2016 war Deertz Referatsleiter Grundlagen der Sicherheitspolitik und Bilaterale Beziehungen in der Abteilung Politik im Bundesministerium der Verteidigung.

### Dienst als Admiral
2016 trat er den Posten des Unterabteilungsleiters Operation in der Abteilung Einsatz im Marinekommando in Rostock an. Am 22. Dezember 2016 übernahm er die Führung des Verbandes Standing NATO Maritime Group 2 von Kay-Achim Schönbach. In dieser Funktion führte er zugleich die NATO-Aktivität in der Ägäis im Rahmen der Flüchtlingskrise. Dieses Kommando übergab er am 30. Juni 2017 im griechischen Souda an den britischen Commodore James Morley. Zum 1. Mai 2018 gab er den Dienstposten als Unterabteilungsleiter im Marinekommando an Kapitän zur See Henning Faltin ab. Er wurde Nachfolger von Brigadegeneral Andreas Delp als Gruppenleiter 23 (Bundesministerin der Verteidigung; Bundessicherheitsrat) im Bundeskanzleramt in Berlin. Am 11. März 2022 wurde er als Nachfolger von Konteradmiral Frank Martin Lenski Chef des Stabes im Marinekommando in Rostock. Zum 1. Oktober 2023 folgte er Konteradmiral Jean Martens als Stellvertreter des Abteilungsleiters Führung Streitkräfte im Bundesministerium der Verteidigung in Berlin. Zum 1. Februar 2024 wurde die Abteilung in Einsatzbereitschaft und Unterstützung Streitkräfte umbenannt.